# 오디오 파일 포맷
오디오 파일 포맷(Audio file format)은 컴퓨터에서 디지털 오디오 데이터를 저장하기 위한 파일 포맷이다. 오디오 데이터를 저장하는 방식에는 압축 방식과 비압축 방식이 있다. 대부분의 오디오 데이터들은 크기가 매우 크기 때문에 압축하여 저장하며, 압축하는 방식에 따라서 손실 압축 포맷과 비손실 압축 포맷으로 나뉜다.

## 포맷 형식
오디오 파일 형식과 오디오 코덱은 다르다. 오디오 코덱은 원본 오디오 데이터를 인코딩하거나 복호화하는 기능을 수행하는 반면, 파일 포맷은 오디오 데이터 자체를 담고 있다. 대부분의 오디오 파일 포맷들은 하나의 형식의 오디오 데이터(하나의 오디오 코덱으로 코딩된)만을 지원하지만, 마트료시카, AVI같은 멀티미디어 컨테이너 포맷들은 하나 이상의 오디오나 비디오 데이터를 지원하기도 한다.
오디오 파일 포맷에는 압축을 하지 않는 ‘비압축 포맷’과 압축하는 ‘비손실 압축 포맷’과 ‘손실 압축 포맷’이 있다.

### 비압축 포맷
- WAV
- AIFF
- AU

### 비손실 압축 포맷
- FLAC
- Monkey's Audio
- WavPack
- TTA
- 애플 무손실

### 손실 압축 포맷
- MP3
- Vorbis
- Musepack
- AAC
- ATRAC

## 오디오 파일 포맷 목록
| 파일 확장자  | 개발 기업           | 설명 |
| ------------ | ------------------- | --- |
| 3GP          |                     | AMR, AMR-WB, AMR-WB+ 등의 사유 포맷 혹은 개방형 포맷을 담을 수 있는 멀티미디어 컨테이너 포맷. |
| AIFF         | 애플                | 애플의 표준 오디오 파일 포맷. 윈도우 운영 체제의 WAV라고 보면 된다. |
| AAC          |                     | AAC 포맷은 MPEG-2와 MPEG-4 표준을 기반으로 하고 있다. aac 파일은 보통 ADTS나 ADIF의 컨테이너 포맷이다. |
| ALAC         | 애플                | 애플이 개발한 무손실 압축 기술. |
| AMR          |                     | AMR-NB. 주로 음성 통화 등에 사용됨. |
| ATRAC (.wav) | 소니                | 소니의 예전 포맷. 이 형식의 포맷은 항상 .wav 파일 확장자를 가지며 파일을 열기 위해선 ATRAC3 드라이버가 필요하다. |
| AU           | 선 마이크로시스템즈 | 선 마이크로시스템즈, 유닉스, 자바에서 사용되는 표준 오디오 파일 포맷. |
| AWB          |                     | AMR-WB 오디오. 음성 통화에 주로 사용되고 ITU-T G.722.2 규약과 같다. |
| dvf          | 소니                | 압축 음성 파일을 위한 소니의 사유 포맷. |
| flac         |                     | 공개 무손실 압축코덱인 FLAC을 위한 파일 포맷. |
| mmf          | 삼성전자            | 삼성 오디오 포맷. 벨소리에 사용된다. |
| mp3          |                     | MPEG Layer 3 오디오 파일. 오늘날 가장 널리 쓰이는 오디오 파일 포맷. |
| Mpc          |                     | Musepack 또는 MPC(이전에는 MPEGplus, MPEG+, MP+ 등으로 알려짐.)는 개방형 손실 압축 오디오 코덱이다. |
| msv          | 소니                | 메모리스틱의 압축 음성 파일을 위한 소니 사유 포맷 |
| ogg          | Xiph.Org 재단       | 다양한 포맷들을 지원하는 자유 오픈 소스 컨테이너 포맷. |
| Opus         |                     | 인터넷 엔지니어링 태스크 포스(IETF)가 개발한 손실 압축 포맷. 특히 인터넷 상의 인터랙티브 실시간 응용 애플리케이션에 적합하게 만들어졌다. RFC 6716 가 오픈 포맷으로 표준화함으로써 '참조 구현(Reference implementation)'이 3절 BSD 허가서 하에 제공된다.                                         |
| ra & rm      | 리얼 네트웍스       | 인터넷에서 스트리밍 서비스를 제공하기 위해 개발된 리얼오디오 포맷. |
| TTA          |                     | 실시간 무손실 오디오 코덱. |
| VOX          |                     | vox 포맷은 가장 널리 쓰이는 대화형 ADPCM 포맷이다. 다른 ADPCM 포맷과 비슷하게 4비트로 데이터를 압축한다. vox 포맷 파일은 WAV파일과 비슷하지만 vox 파일은 파일 그 자체에 대한 정보가 없어서 vox 파일을 재생하기 위해서는 코덱 샘플링 레이트와 채널 샘플 수가 먼저 명시되어야 한다는 점이 다르다. |
| WAV          |                     | 윈도우 PC에서 주로 쓰이는 표준 오디오 파일 컨테이너. 보통 비압축 방식의 CD급 품질 오디오 파일을 저장하기 위해 사용된다. 비압축 방식이므로 필연적으로 파일의 크기가 클 수밖에 없다. |
| wma          | 마이크로소프트      | 마이크로소프트 사가 개발한 윈도 미디어 오디오 포맷. DRM기능을 포함하고 있다. |

## 같이 보기
- 파일 포맷
- 컨테이너 포맷
- 비디오 파일 포맷
- 오디오 압축
- 코덱